# Marat Izmailov
Marat Nailevitsj Izmailov (Russisch: Марат Наилевич Измайлов, Tataars: Марат Наил улы Измайлов) (Moskou, 21 september 1982) is een Russisch voormalig voetballer die als middenvelder speelde.
Hij speelde lang voor Lokomotiv Moskou voor hij, eerst op huurbasis, overstapte naar Sporting Clube de Portugal. Van begin 2013 tot medio 2015 speelde Izmailov voor FC Porto dat hem ook verhuurde aan Qäbälä PFK en FK Krasnodar.
Izamilov vertegenwoordigde het Russisch voetbalelftal op het wereldkampioenschap voetbal 2002, het Europees kampioenschap voetbal 2004 en het Europees kampioenschap voetbal 2012.
1 Nigmatoellin ·
2 Kovtoen ·
3 Nikiforov ·
4 Smertin ·
5 Solomatin ·
6 Semsjov ·
7 Onopko  ·
8 Karpin ·
9 Titov ·
10 Mostovoj ·
11 Bjestsjastnik ·
12 Tsjertsjesov ·
13 Dajev ·
14 Tsjoegajnov ·
15 Alenitsjev ·
16 Kerzjakov ·
17 Semak ·
18 Sennikov ·
19 Pimenov ·
20 Izmailov ·
21 Chochlov ·
22 Sytsjov ·
23 Filimonov ·
Coach: Romantsev
1 Ovtsjinnikov ·
2 Radimov ·
3 Sytsjov ·
4 Smertin  ·
5 Karjaka ·
6 Semsjov ·
7 Izmailov ·
8 Goesev ·
9 Boelykin ·
10 Mostovoj ·
11 Kerzjakov ·
12 Malafejev ·
13 Sjaronov ·
14 Anjoekov ·
15 Alenitsjev ·
16 Jevsejev ·
17 Sennikov ·
18 Kirisjenko ·
19 Bystrov ·
20 Loskov ·
21 Boegajev ·
22 Aldonin ·
23 Akinfejev ·
Coach: Jartsev
1 Akinfejev ·
2 Anjoekov ·
3 Sjaronov ·
4 Ignasjevitsj ·
5 Zjirkov ·
6 Sjirokov ·
7 Denisov ·
8 Zyrjanov ·
9 Izmailov ·
10 Arsjavin  ·
11 Kerzjakov ·
12 Berezoetski ·
13 Sjoenin ·
14 Pavljoetsjenko ·
15 Kombarov ·
16 Malafejev ·
17 Dzagojev ·
18 Kokorin ·
19 Granat ·
20 Pogrebnjak ·
21 Nababkin ·
22 Gloesjakov ·
23 Semsjov ·
Coach: Advocaat